# Matthias Westerhoff
Matthias Westerhoff (* 1961) ist ein deutscher evangelischer Kirchenhistoriker. Er ist außerplanmäßiger Professor für Ältere Kirchengeschichte (I) an der Universität Erlangen.
Außerdem interessiert er sich besonders für Kirchenglocken.

## Leben
Nach dem Abitur studierte er Theologie in Marburg, Oxford, Tübingen und München (1982–1988), Koptisch 1984/85 bei Mark Smith in Oxford und Syrisch 1991/92 bei Peter Nagel in Halle. 
An der Theologischen Fakultät der Universität Halle wurde mit der Schrift Auferstehung und Jenseits im koptischen „Buch der Auferstehung Jesu Christi, unseres Herrn“ 1997 zum Doctor theologiae promoviert und 2006 an der Theologischen Fakultät der Universität Erlangen mit der Schrift Das Paulusverständnis im Liber Graduum habilitiert. Seit dem Sommersemester 2007 lehrt er als Privatdozent und später als außerplanmäßiger Professor an der Theologischen Fakultät in Erlangen. Er ist evangelischer Pfarrer der Kreuzkirche in Hof.

## Veröffentlichungen (Auswahl)
- Basil Studer: Trinity and Incarnation. The Faith Of The Early Church. ediert von Andrew Louth, übersetzt von Matthias Westerhoff. Clark, Edinburgh 1993, ISBN 0-567-29244-4.
- Auferstehung und Jenseits im koptischen „Buch der Auferstehung Jesu Christi, unseres Herrn“. (Orientalia biblica et christiana; Band 11). Harrassowitz, Wiesbaden 1999, ISBN 3-447-04090-4. (= Dissertation)
- Das Paulusverständnis im Liber Graduum. (Patristische Texte und Studien; Band 64). de Gruyter, Berlin/New York 2008, ISBN 978-3-11-020732-3. (= Habilitationsschrift)